# Гетто в Краснополье (Краснопольский район)
Гетто в Краснопо́лье (Краснопо́льский район) (август — ноябрь 1941) — еврейское гетто, место принудительного переселения евреев посёлка Краснополье Краснопольского района Могилёвской области и близлежащих населённых пунктов в процессе преследования и уничтожения евреев во время оккупации территории Белоруссии войсками нацистской Германии в период Второй мировой войны.

## Оккупация Краснополья и создание гетто
В 1939 году в посёлке Краснополье евреев было 1700 человек — 67,3 % населения.
Посёлок был захвачен немецкими войсками 15 августа 1941 года, и оккупация продлилась 2 года и 1,5 месяца — до 1 октября 1943 года. Бургомистром стал местный житель Баев Аврам Романович, начальником полиции — Пуденков Иван Захарович.
Немцы, реализуя нацистскую программу уничтожения евреев, в августе 1941 года организовали в местечке юденрат и гетто. Более двух месяцев оккупационные власти издевались над евреями, оставленными жить в своих домах, использовали их на непосильных принудительных работах. Евреи не получали никаких продуктов и были лишены всех прав.
22 октября 1941 года в Краснополье приехал отряд немецкой жандармерии (подразделение 3-го батальона полицейского полка «Центр») и собрал всех пожилых евреев — мужчин и женщин — якобы для отправки на работу в город Пропойск. На самом деле их в этот же день вывезли на подводах и расстреляли за городом в лесу около деревни Сидоровка (бывший совхоз имени Калинина) — до 250 (121) человек.
Оставшихся евреев Краснополья немцы переселили на отдельную улицу, и территория гетто ужалась уже только до Банного переулка.

## Уничтожение гетто

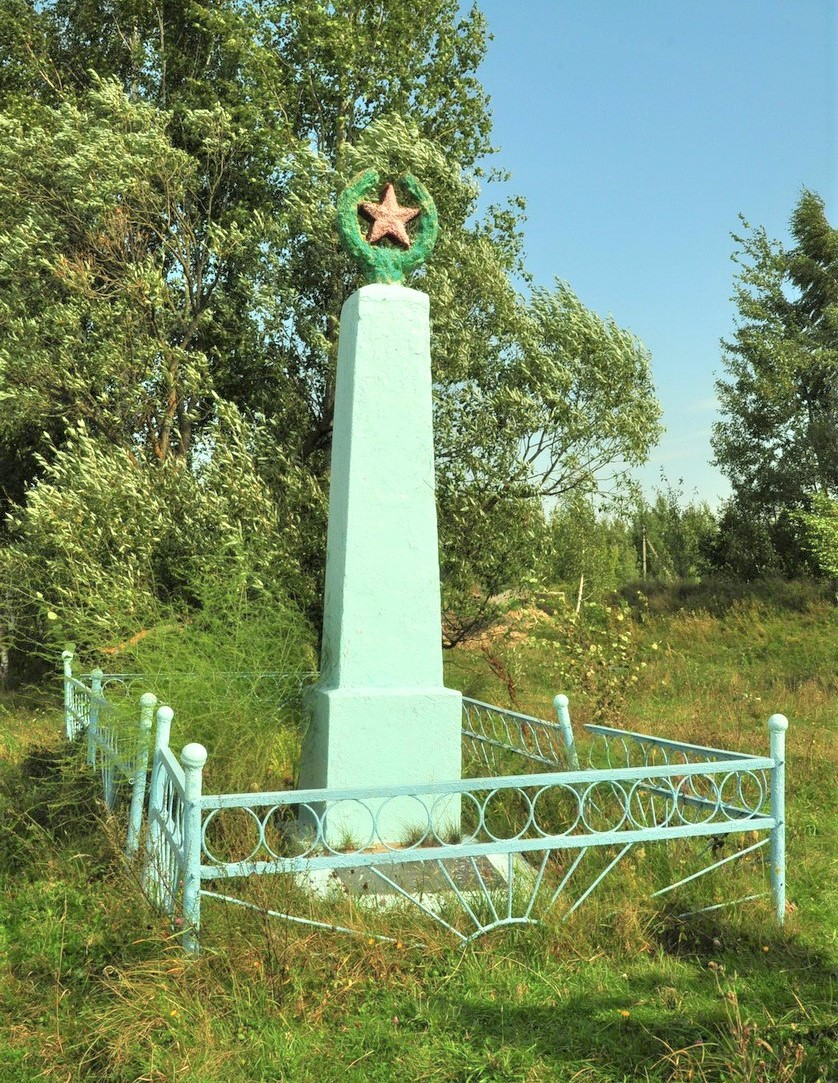
Памятник на месте расстрела евреев Краснополья в ноябре 1941 года

В конце ноября (октября) 1941 года в Краснополье прибыли немецкие каратели и согнали всех евреев в здание Народного дома посёлка. Затем их построили в колонну, вывели на окраину и расстреляли из автоматов в противотанковом рву напротив кладбища. Расстреливали группами, и ещё живые видели смерть своих родных. Всего в этой «акции» (таким эвфемизмом нацисты называли организованные ими массовые убийства) были убиты до 350 человек.
Часть расстрелянных евреев присыпали землей, а часть бросили у рва. Тела убитых растаскивали собаки, запах разложения стоял по всему посёлку.
Имущество убитых евреев растащили полицаи.
В 1942 году в Краснополье расстреляли несколько евреев-подростков. 14-летняя Сара Басова на краю расстрельного рва запела свою любимую песню «Катюша». После этого в Краснополье осталась только еврейка-врач, которую немцы убили весной 1943 года.

## Случаи спасения и «Праведники народов мира»
Спаслись из попавших под оккупацию краснопольских евреев только единицы. Осенью 1941 года из гетто бежал 14-летний Сеня Письман и стал бойцом партизанского отряда. В ноябре 1941 года сумел сбежать по дороге на расстрел подросток Ицков Семен Вениаминович, 1927 года рождения, и впоследствии тоже воевал в партизанах.
В Краснополье 4 человека были удостоены почетного звания «Праведник народов мира» от израильского мемориального института «Яд Вашем» «в знак глубочайшей признательности за помощь, оказанную еврейскому народу в годы Второй мировой войны». Это Мельниковы Николай, Анастасия, Владимир и Студнева (Мельникова) Зинаида — спасшие Гринберг Евгению.

## Память
Уже 3 октября 1943 года, в первые же дни после освобождения посёлка, комиссия ЧГК начала расследование массовых убийств евреев в Краснополье и обследовала места расстрелов у городского православного кладбища и на территории совхоза имени Калинина. В 1944 году в итоговом акте комиссии о преступлениях нацистов на территории Краснопольского района было сказано: «За период оккупации фашисты расстреляли мирного населения 1302 человек, из него женщин 757 и детей 545. Угнали в немецкое рабство 279 человек… Расстрелы производились в противотанковом рву за кладбищем м. Краснополье в октябре 1941 года и июне-июле 1942 года, главным образом еврейского населения».
Опубликованы неполные списки (около 1000 человек из 1500, 1800) жертв геноцида евреев в Краснополье.
В Краснополье установлены два памятника убитым евреям — на месте первого расстрела в октябре 1941 года и на месте второго расстрела в ноябре 1941 года (также, возможно, и расстрелов летом 1942 года) за кладбищем. В 2019 году был установлен новый памятник.
В Долине уничтоженных общин мемориала Яд Вашем в Иерусалиме есть надпись о Краснопольском гетто.

## Комментарии
1. ↑  В русском языке за служащими коллаборационистских полицейских органов закрепилось разговорное уничижительное название полица́й (во множественном числе — полица́и).